# Ichnia
Ichnia (ucraniano: І́чня) es una ciudad de Ucrania perteneciente al raión de Pryluky de la óblast de Chernígov.
En 2022, la ciudad tenía una población de 10 390 habitantes. Es sede de un municipio que incluye como pedanías 53 localidades rurales, sumando la población municipal unos veintitrés mil habitantes. El municipio se formó en 2017 mediante la fusión del antiguo ayuntamiento urbano de Ichnia (que únicamente incluía como pedanías a Druzhba, Avhustivka y Bezvódivka) con los vecinos consejos rurales de Andríyivka, Bakayivka, Bilmachivka, Budy, Burimka, Hmýrianka, Horodnia, Huzhivka, Dorohynka, Zaudaika, Ivanhórod, Irzhávets, Krupychpole, Monastyryshche, Olshana y Prýputni, Sezky, Stupakivka, Jayenky y Shchurivka. Esta área formaba parte hasta 2020 del raión de Ichnia, del que esta ciudad era capital.
Se ubica unos 30 km al norte de la capital distrital Pryluky, sobre la carretera T2524 que lleva a Borzná.

## Historia
Se conoce la existencia de la localidad en documentos desde el siglo XIV, cuando era un pueblo del Gran Ducado de Lituania, que a mediados del siglo XVI fue elevado a miasteczko. En 1590, el señorío fue adquirido por la familia noble Wiśniowiecki. En 1648, cuando se elaboró el primer mapa ucraniano durante la rebelión de Jmelnitski, aparece mencionado como Iscenia (Іченя, Ichenia). Aunque en 1648 se estableció aquí un regimiento cosaco de dicha rebelión, en 1649 pasó a integrarse en el regimiento de Pryluky. En la década de 1660 se construyó aquí un castillo. En 1708-1709, durante la gran guerra del Norte, la localidad fue escenario de enfrentamientos internos, ya que una parte de la población apoyaba al Zarato ruso y otra parte a Iván Mazepa.
El miasteczko de Ichnia funcionó como una localidad rural hasta principios del siglo XIX, cuando el terrateniente local Hryhori Galagán abrió aquí fábricas de azúcar, telas, ladrillos y salitre, además de destilerías. En 1861, se estableció en Ichnia la sede de una vólost, como subdivisión del uyezd de Borzná de la gobernación de Chernígov. En 1894 se abrió aquí una estación de ferrocarril, en la línea de Kruty a Pryluky. En la década de 1920, la localidad fue el centro de varias rebeliones contra la RSS de Ucrania, reclamando la restauración de la República Popular Ucraniana; debido a ello, en 1932-1933 fue duramente atacada por los soviéticos en el Holodomor, que provocó aquí 88 muertos. En 1957 adoptó el estatus de ciudad de importancia distrital dentro del raión de Ichnia, del que fue capital hasta 2020.